# 高瀬文志郎
高瀬 文志郎（たかせ ぶんしろう、1924年3月23日 - 2015年1月9日）は、日本の天文学者（銀河天文学）。 学位は、理学博士（東京大学・論文博士・1961年）。東京大学名誉教授。

## 人物
兵庫県西脇市出身。萩原雄祐、鏑木政岐、広瀬秀雄に師事。東京大学東京天文台附属木曽観測所の初代所長を務めたことで知られる。
のちに天文学者となった東京大学での学問的な弟子としては磯部琇三、岡村定矩、濱部勝などがいる。また、逗子市長・島根大学法文学部を経て龍谷大学法学部教授となった富野暉一郎（政治家・政治学者）も、高瀬の門下生である。
高瀬の業績を記念してその名前は小惑星に名付けられた。高瀬の名がつけられた小惑星については(2838) Takaseを参照。

## 略歴
- 1950年：東京大学理学部天文学科卒業、東京大学附属東京天文台の助手となる。
- 1958年：東京大学理学部助教授となる。
- 1961年: 東京大学より理学博士の学位を取得。学位論文の題は「恒星系における重力場の搖動について 」[5]。
- 1971年：東京天文台教授に就任。
- 1974年：東京天文台附属木曽観測所の初代所長に就任。
- 1984年：定年退官し、東京大学名誉教授。國學院大學教授に就任。
- 1994年：國學院大學教授を退任。
- 2015年1月9日：心不全のため神奈川県川崎市の病院で90歳で没した[1][2]。

## 著書

### 単著
- 『宇宙のすがた』（恒星社厚生閣　1957年）
- 『宇宙・宇宙の構造』（東京大学出版会　東京大学公開講座　1965年）
- 『銀河系と宇宙・星団』（恒星社厚生閣　新天文学講座8　新版　1966年）
- 『銀河と宇宙・銀河の分類と諸特性』（恒星社厚生閣　現代天文学講座9　1981年）
- 『星・銀河・宇宙』（地人書館　1994年）

### 共著
- 『教養のための天文・宇宙データブック』（東海大学出版会　1990年）

### 訳書
- 『銀河の発見』（リチャード・ベレンゼン著　地人書館　1981年）

### 共編著
- 『銀河写真選集』（東京大学出版会　1984年）